# 샤니 루크 살해
샤니 루크 살해에 관한 문서이다.

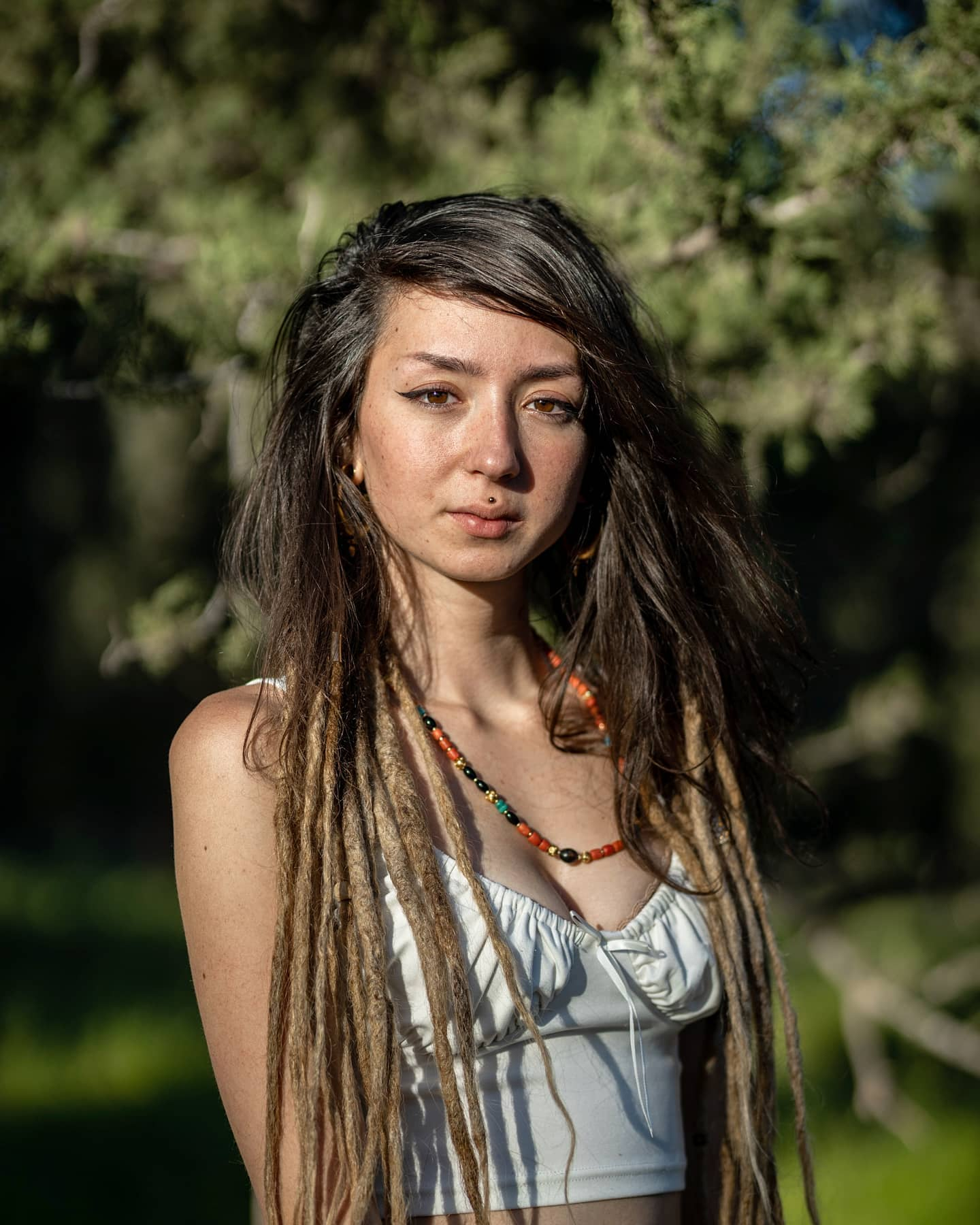
2021년 3월 모습

2023년 10월 7일, 레임 음악제 학살 사건 당시 독일계 이스라엘인 문신 예술가이자 인플루언서인 22세의 샤니 니콜 루크(Shani Nicole Louk, 히브리어: שני ניקול לוק)가 살해되었다. 공격 직후 하마스 무장세력이 픽업트럭 뒤에 탄 그녀의 시신이 가자 지구 거리를 행진하는 모습이 담긴 영상이 유포됐다. 보안 전문가와 해설자들이 하마스의 소셜 미디어 선전으로 묘사된 이들은 이스라엘-하마스 전쟁의 첫 번째 바이럴 영상 중 하나가 되었다. 전 세계적으로 보여진 이 이미지는 2023년 하마스가 주도한 이스라엘 공격에서 민간인을 향한 무장세력의 행동을 보여주는 시각적 상징으로 바뀌었다.
그녀의 가족 캠페인을 통해 루크의 사건에 주의를 기울였으며, 그녀의 어머니 리카르다와 함께 루크가 살아 있고 가자 병원에서 정보를 받았다고 말했다. 그녀는 독일 정부에 호소했고 독일 최고위 관리들로부터 답변을 받았다. 독일 당국은 루크를 전쟁 중 인질로 잡힌 자국민 중 하나로 간주했다. 이달 말, 이스라엘은 축제장에서 나오는 도로에서 두개골 조각의 발견에 근거한 루크의 죽음을 확인하여 공격 중에 그녀가 탈출하려고 노력하면서 살해 당했음을 나타낸다. 2024년 5월 17일 이스라엘군은 가자 지구의 터널에서 그녀의 시신을 수습했고, 며칠 후 그녀는 고향인 스리김(Srigim)에 묻혔다.

## 같이 보기
- 노아 아르가마니 납치